# Route 94 (Islande)
Pour les articles homonymes, voir Route 94.
La Route 94 (Þjóðvegur 94) ou Borgarfjarðarvegur est une route islandaise qui relie Egilsstaðir à Bakkagerði dans la région de Austurland.

## Trajet
- Egilsstaðir
- Eiðar
- Bakkagerði